# The Lollipops
The Lollipops var en dansk popgruppe, der blev dannet i 1960 af de tre drenge, brødrene Torben Lundgreen og Jørgen Lundgreen samt deres onkel Poul Petersen  på henholdsvis 10, 9 og 12 år. Gruppen eksisterede til 1971, men blev snart efter gendannet og har i årtierne herefter eksisteret som en bibeskæftigelse for gruppen. I 1989 forsøgte gruppen et egentligt comeback, men da den ikke fik større succes, blev den snart igen opløst endegyldigt.

## Historie
Gruppen vandt en talentkonkurrence i Pingklubben i 1960 og fik derpå engagementer i blandt andet svenske folkeparker de følgende år. I 1963 udsendte gruppen deres første plade, og den blev især i Sverige et stort hit. The Lollipops oplevede i disse år et veritabelt teenagehysteri, når de optrådte. Gruppen spillede poprockmusik inspireret af blandt andre The Beatles og skrev selv en del numre.
I 1965 udsendte gruppen det første dansksprogede rock-album med selvskrevne sange og havde i et par år her deres egen fanklub. Et af gruppens store hits var "Sussy Moore", der var stærkt inspireret af "The Lady Came from Baltimore" af Tim Hardin, og gruppen blev i den anledning stævnet for brud på copyright.
Brødrene Lundgreen spillede guitar og sang og var kernen i gruppen, og da trommeslageren Poul Petersen forlod den i 1966, blev han erstattet af Henrik Lund fra Stoke Sect. Gennem årene brugte man løst tilknyttede bassister, blandt andre Stig Kreutzfeldt. I 1971 havde gruppen mistet meget af sin popularitet, og brødrene Lundgreen ønskede endvidere at få en uddannelse.
I 1973 blev gruppen gendannet for at optræde i Cirkusrevyen. Det blev startskuddet til en ny fase for gruppen, hvor den begyndte at lave mere dansktopprægede numre. Blandt gruppens hits fra 1970'erne kan nævnes "Lorna". Henrik Lund forlod gruppen i 1977, hvorpå også trommerne blev betjent af løst tilknyttede musikere. Op gennem 1980'erne blev det til flere melodigrandprix-deltagelser, dog uden større succes. Samtidig blev musikken en bibeskæftigelse for brødrene Lundgreen, der havde investeret en del af de penge, der var tjent i 1960'erne i tøjbutikker, hvor især Torben Lundgreen lagde sin energi. Jørgen Lundgreen arbejdede parallelt hermed som kunstmaler.
I 1989 genopstod gruppen med brødrene Lundgreen, Kim Gutman (guitar), Søren Berlev (trommer), Chris Paulsen (bas) og Birdie Hurns (guitar) under navnet The New Lollipops. Det blev til et enkelt album, og gruppen blev snart igen opløst.
Siden optrådte Lundgreen-brødrene kun ved enkelte lejligheder. De gav en koncert i Tivoli i 2003.
Den 13. marts 2004 døde Jørgen Lundgreen efter længere tids nyresygdom. Torben lukkede sin forretning i Valby og flyttede til Ungarn i en lille by 300 km fra Budapest, med sin ungarske kone Elona og 10-årige søn.

## Diskografi

### Studiealbum
- 1965: Do You Know...
- 1965: The Lollipops

### Opsamlingsalbum
- 1974: Pop Før
- 1976: Lollipops Bedste
- 1998: Naked When You Come
- 2001: The complete recordings 1963-67 + the 1968 english singles
- 2003: Dansk Pigtråd Vol. 4: The Complete 1963 - 31.8.1966
- 2003: Dansk Pigtråd Vol. 5: The Complete 1.9.1968 - 1971

### Singler
- 1963: "Lollipops Lips" / "Movin' the Shoes"
- 1964: "Do You Know" / "There Was a Time"
- 1964: "Lollipops Shake" / "Look at This Boy"
- 1965: "Little Bad Boy" / "Don't Matter What You Do"
- 1965: "I'll Stay By Your Side" / "That's All"
- 1965: "Oh Girl" / "Are You Lonesome Just Like Me"
- 1965: "I See It Now" / "Oh Girl"
- 1966: "Words Ain't Enough" / "Who Cares About Me"
- 1966: "Naked When You Come" / "Little Cat Lost"
- 1967: "Another Girl" / "You Don't Have to Go"
- 1967: "Swing and Sway" / "I Can't Live Without Your Lovin'"
- 1967: "Stop (Before You Break My Heart)" / "Lies"
- 1967: "Sussy Moore" / "Love Is a Game for Two"
- 1968: "I Feel the Sun Up There" / "Love Me, Love Me"
- 1968: "Ha Ha Ha - Hee Hee Hee" / "Marry Her Tonight"
- 1968: "Sådan en som dig" / "Nu er det glemt"
- 1968: "A Freight Train to Boston" / "Your Eyes Are Shining"
- 1969: "Good Times Baby" / "On My Way"
- 1973: "Living in a World of Sorrow" / "How Can I Live (Without You)"
- 1973: "Walk Away" / "T.J.R."
- 1974: "Lorna" / "What a Day - What a Night"
- 1975: "Goodbye My Baby" / "Rich Man's Daughter"
- 1975: "Jenny" / "Feelings"
- 1975: "Lonely Love" / "Bella Mia"
- 1975: "Ung kærlighed / "Kristina"
- 1979: "Stjerne Parade"
- 1982: "Se på mit fjæs"